# 레프쿠헨

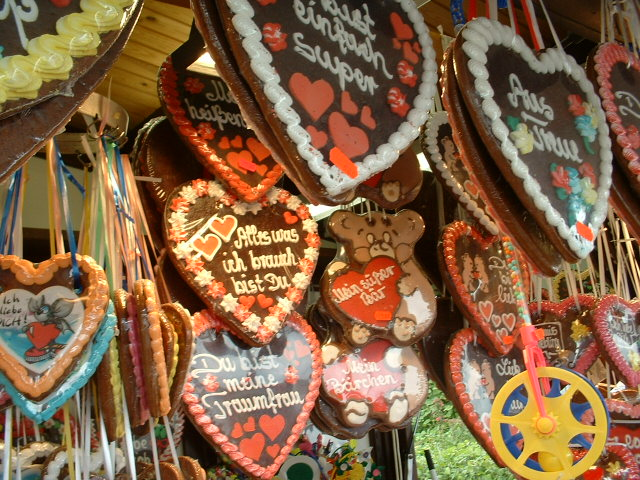
현대적인 레프쿠헨

레프쿠헨(독일어: Lebkuchen)은 독일의 전통적인 쿠키로, 꿀과 생강 등의 향신료와 함께 아몬드, 헤이즐넛, 호두와 같은 견과류나 시트론의 열매를 넣어서 만든 비스킷이다. 들어가는 재료에 따라 달콤한 맛에서 매운 맛까지 다양한 종류가 있다. 맛은 진저브레드와 유사하다. 주로 성탄절에 먹는다.

## 기원
레프쿠헨 쿠키는 독일의 전통적인 쿠키로, 그 기원은 수세기에 걸쳐 다양한 변화를 겪었다. 이 쿠키는 처음에는 귀족들을 위한 특별한 간식으로 시작했으며, 그 후에는 대중적인 간식으로 보급되었다.
레프쿠헨은 독일에서 기원한 전통적인 과자로, 그 역사는 수세기에 걸쳐 다양한 변화를 겪었다. 이 쿠키의 기원은 중세 독일로 거슬러 올라간다. 처음에는 레프쿠헨은 병든 사람들을 위한 특별한 음식으로 시작되었다. 이 음식은 과일, 견과류, 허브, 그리고 꿀로 만들어져 있었으며, 이것이 현재의 레프쿠헨 쿠키의 조상이었다.
16세기에는 레프쿠헨이 더 널리 보급되었고, 독일 지역별로 다양한 버전이 등장했다. 이러한 다양성은 지역의 특산물과 문화적 차이로 이어져, 레프쿠헨의 다른 변종들이 생겨났다.
19세기에는 레프쿠헨이 대중적인 크리스마스 간식으로 자리 잡았다. 이 간식은 독일의 크리스마스 트레이디션 중 하나로 여전히 사랑받고 있다. 레프쿠헨 쿠키는 크리스마스 트리 아래에 달거나, 선물로 주고 받는 전통이 있으며, 그 맛은 독일 크리스마스의 필수품 중 하나로 자리매김하고 있다.
이렇듯, 독일 레프쿠헨은 그 풍부한 역사와 다양성으로 많은 이들에게 사랑받고 있으며, 독일의 문화와 전통을 맛으로 표현하는 특별한 쿠키이다.

## 특징
레프쿠헨 쿠키는 그 독특한 모양 때문에 다른 쿠키와 쉽게 구별된다. 이 쿠키는 크림과 과일 채움이 일반적으로 사용되며, 고소한 맛과 함께 부드러운 식감을 제공한다.
1. 독특한 모양: 레프쿠헨 쿠키는 그 독특한 모양 때문에 쉽게 구별된다. 보통 큰 하트 모양이나 별 모양으로 만들어지며, 화려한 장식으로 눈에 띕니다. 이러한 모양은 특별한 날이나 축제 때 특히 인기가 있다.
2. 다양한 종류: 레프쿠헨 쿠키는 다양한 종류가 있어서 맛의 다양성을 즐길 수 있다. 과일, 견과류, 초콜릿, 캐러멜 등 다양한 추가재료를 사용하여 다양한 변종이 만들어진다.
3. 고소한 맛: 이 쿠키는 고소한 맛을 가지고 있으며, 특히 꿀과 고명한 향신료가 사용되어 맛을 부각시킨다. 이로 인해 입안에서 향긋한 향과 달콤한 맛이 느껴진다.
4. 부드러운 식감: 레프쿠헨 쿠키의 식감은 부드럽고 촉촉하며 입에서 살살 녹아든다. 이는 밀가루와 버터의 조화로 인한 것이며, 입에 넣으면 부드러운 쿠키의 매력을 느낄 수 있다.
5. 저장성: 레프쿠헨 쿠키는 잘 저장된다. 밀봉된 용기에 보관하면 오랫동안 신선하게 유지된다. 이로써 계절마다 즐길 수 있다.
6. 축제와 이벤트와 어울림: 레프쿠헨 쿠키는 크리스마스와 같은 축제나 특별한 이벤트에 어울리는 간식으로 알려져 있다. 특히 크리스마스 시즌에는 가족과 함께 레프쿠헨 쿠키를 만들고 공유하는 전통이 있어서 특별한 시간을 더욱 특별하게 만들어 준다.

레프쿠헨 쿠키는 독일 문화와 크리스마스 분위기를 느끼기에 완벽한 간식이며, 그 고유의 매력으로 많은 이들에게 사랑받고 있다.

## 같이 보기
- 생강 쿠키
- 진저브레드
- 진저브레드 맨
- 성탄절